# Berlinia doka
Berlinia doka là một loài thực vật có hoa trong họ Đậu. Loài này được (Craib & Stapf) Engl. miêu tả khoa học đầu tiên năm 1931.